# Arzakan
Arzakan (in armeno Արզական?, in passato Arzakyand) è un comune dell'Armenia di 2 906 abitanti (2009) della provincia di Kotayk'.